# Ordonia
Ordonia är ett släkte av svampar. Ordonia ingår i familjen Septobasidiaceae, ordningen Septobasidiales, klassen Pucciniomycetes, divisionen basidiesvampar och riket svampar.
| Ordonia | \| \| Ordonia orthobasidion \| \| \| \| |
|         | \| \| Ordonia orthobasidion \| \| \| \| |
|         | Septobasidium                           |
|         |                                         |
|         | Glenospora                              |
|         |                                         |
|         | Aphelariopsis                           |
|         |                                         |
|         | Uredinella                              |
|         |                                         |
|         | Coccidiodictyon                         |
|         |                                         |
|         | Johncouchia                             |
|         |                                         |
|         | Auriculoscypha                          |
|         |                                         |
|         | Ordonia orthobasidion                   |
|         |                                         |

|  | Ordonia orthobasidion |
|  |                       |